# Arroyo del Juncal
Der Arroyo del Juncal ist ein Fluss in Uruguay.
Er entspringt in Cerrillos. Von dort fließt er in nordwestliche Richtung. Er passiert Campo Militar an dessen Westseite und mündet nach Unterquerung der Ruta 36 einige Kilometer flussabwärts von Aguas Corrientes linksseitig in den Río Santa Lucía.